# Trasparente (Gianni Celeste)
Trasparente è il ventiquattresimo album del cantante siciliano Gianni Celeste, cantato in lingua napoletana, pubblicato nel 1997.

## Tracce
1. Na dummeneca cu tte
2. All'improvviso
3. Facimmo ammore
4. Amo tutto di te
5. Pazza 'e te
6. Core preta
7. Grazie a te
8. Busciarde tu
9. Rosalì
10. Tu e lei